# هاینریش (دهانه)
هاینریش یک دهانه برخوردی در ماه‌ است.